# شورد بوترز
شورد كليمنس ماريا بوترز (بالهولندية: Sjoerd Cornelis Clemens Maria Potters) (من مواليد 14 فبراير 1974 في تيلبورخ) هو سياسي هولندي. كان عضوًا في مجلس النواب الهولندي بين 8 نوفمبر 2012 و 23 مارس 2017 بصفته عضوًا في حزب الشعب من أجل الحرية والديمقراطية. وكان سابقًا عضوًا في المجلس البلدي لمدينة فالفايك من 2010 إلى 2012.
بوترز كاثوليكي ومثلي الجنس علنا وهو متزوج من رجل آخر يدعى توني ولديهما طفل يدعى توماس في كفالتهما.
يشغل بوترز منصب رئيس بلدية دي بيلت منذ أبريل 2017.